# فرانسوا موگه
فرانسوا موگه (انگلیسی: François Mughe؛ زادهٔ ۱۶ ژوئن ۲۰۰۴) بازیکن فوتبال اهل کامرون است.
از باشگاه‌هایی که در آن بازی کرده است می‌توان به باشگاه فوتبال المپیک مارسی اشاره کرد.
وی همچنین در تیم ملی فوتبال زیر ۲۳ سال کامرون بازی کرده است.